# Bani Qatal
 (juillet 2025).
 (août 2024).
La mise en forme du texte ne suit pas les recommandations de Wikipédia : il faut le « wikifier ».
Les points d'amélioration suivants sont les cas les plus fréquents :
- Les titres sont pré-formatés par le logiciel. Ils ne sont ni en capitales, ni en gras.
- Le texte ne doit pas être écrit en capitales (les noms de famille non plus), ni en gras, ni en italique, ni en « petit »…
- Le gras n'est utilisé que pour surligner le titre de l'article dans l'introduction, une seule fois.
- L'italique est rarement utilisé : mots en langue étrangère, titres d'œuvres, noms de bateaux, etc.
- Les citations ne sont pas en italique mais en corps de texte normal. Elles sont entourées par des guillemets français : « et ».
- Les listes à puces sont à éviter, des paragraphes rédigés étant largement préférés. Les tableaux sont à réserver à la présentation de données structurées (résultats, etc.).
- Les appels de note de bas de page (petits chiffres en exposant, introduits par l'outil «  Source ») sont à placer entre la fin de phrase et le point final[comme ça].
- Les liens internes (vers d'autres articles de Wikipédia) sont à choisir avec parcimonie. Créez des liens vers des articles approfondissant le sujet. Les termes génériques sans rapport avec le sujet sont à éviter, ainsi que les répétitions de liens vers un même terme.
- Les liens externes sont à placer uniquement dans une section « Liens externes », à la fin de l'article. Ces liens sont à choisir avec parcimonie suivant les règles définies. Si un lien sert de source à l'article, son insertion dans le texte est à faire par les notes de bas de page.
- La présentation des références doit suivre les conventions bibliographiques. Il est recommandé d'utiliser les modèles {{Ouvrage}}, {{Chapitre}}, {{Article}}, {{Lien web}} et/ou {{Bibliographie}}. Le mode d'édition visuel peut mettre en forme automatiquement les références.
- Insérer une infobox (cadre d'informations à droite) n'est pas obligatoire pour parachever la mise en page.

Pour une aide détaillée, merci de consulter Aide:Wikification.
Si vous pensez que ces points ont été résolus, vous pouvez retirer ce bandeau et améliorer la mise en forme d'un autre article.
 (février 2025).
 (avril 2025).
Motif : Absence de sources secondaires centrées en nombre et qualité suffisants
- Archive Wikiwix
- Bing
- Cairn
- DuckDuckGo
- E. Universalis
- Gallica
- Google
- G. Books
- G. News
- G. Scholar
- Persée
- Qwant
- (zh) Baidu
- (ru) Yandex
- (wd) trouver des œuvres sur Wikidata

| 1. | Préciser le motif de la pose du bandeau. | Précisez le motif de la pose du bandeau en utilisant la syntaxe suivante : {{admissibilité à vérifier\|date=juillet 2025\|motif=remplacez ce texte par le motif}}               |
| 2. | Informer les utilisateurs concernés.     | Pensez à avertir le créateur de l'article, par exemple, en insérant le code ci-dessous sur sa page de discussion : {{subst:avertissement admissibilité à vérifier\|Bani Qatal}} |

 Bani Qatal aussi dit Assadah Al-Qataleen (en arabe : بني قتال /السادة القتاليين, Les fils de Al-Qatal) sont un des clans de Banu Hashim, précisément d'ascendance husseinite (Sayyed), présent en Arabie et dans la région d'Hormozgan, occupée par l'Iran au début du XXe siècle.

## Origines
Ils sont descendants de Abu Fadel Muhammad Sayf Allah al-Qatal, ce dernier est un descendant de al-Hussein ibn Ali, ce qui les font appartenir a Banu Hashim et aux Sayyids,,,
La lignée (nassab) qui les rattache tous a leur ancêtre est : Abu Fadl Muhammad Saif Allah al-Qatal bin Al-Mawulla bin Nai'm Al-Din Burqan bin Ali bin Al-Hussein bin Al-Mahdi bin Muhammad bin Al-Qasim bin Al-Hussein bin Ahmed Al-Akbar bin Musa II Abi Subha bin Ibrahim Al-Murtada bin Musa Al-Kadhim bin Jaafar Al-Sadiq bin Muhammad Al-Baqir bin Ali Zain Al-Abidin bin Al-Hussein bin Ali bin Abi Talib bin Abdul Muttalib bin Hashim bin Abd Manaf bin Qusay bin Kilab bin Murra bin Kaab bin Luay bin Ghalib bin Fihr bin Malik bin Al-Nadr bin Kinana bin Khuzaymah bin Mudrikah bin Ilias bin Mudar bin Nizar bin Ma'ad bin Adnan.

## Histoire
Leur ancêtre, Muhammad Abu Fadel al-Qatal, est historiquement lié à la diffusion du madhab chafi'i, une des quatre écoles du sunnisme. Ce dernier serait né en 1182, Umm Ubaidah, Wasit en Irak. Abu Fadel al-Qatal, pourtant descendants des imams chiites, à toujours lutté pour raviver la Sunnah (sunnisme) et lutté contre le polythéisme et le shirk (l'association à autre qu'Allah), en mettant principalement en avant les avis de l'école juridiques shafiite.
Ces descendants vont ensuite ce répandre tout autour du Golfe Arabe (aussi dit Golfe Persique), sont principalement en Irak, en Iran, au Qatar et aux Émirats arabes unis.

## Généalogie
Le fondateur du clan a eu beaucoup de fils, ce qui a permis d'accroître le nombre de membres :
- Abu Fadl Muhammad Saif Allah al-Qatal 
  - Fakhr Al-Din Kamel
    - Kamel Ad-Din Salah
    - Sharf Ad-Din Musa
    - Shams ad-Din Mohamed
    - Taj ad-Din Sulayman

  - Brahan ad-Din Ghiyab
  - Shams ad-Din Yussef
  - 'Azz ad-Din Salim
  - Fakhr al-Din Maala
  - Jamal al-Din Jariy
  - Nuur al-Din Jubr
  - Na'im al-Din Sulayman
  - Sayf al-Din Masrur
  - Taj al-Din Sulayman
  - Na'im al-Din Braqan
  - Sharf Al-Din Fadel
  - 'Amad al-Din Ismaïl
  - Jalal Al-Din Ahmed
  - Qattab al-Din Rajab

## Personnalités
- Youssef ben Hassan al-Bou Hashim al-Sayyed[8] : Raqi ("exorciste") et marin
- Sayyed Hashim ben Imad ben Abd al-Hadi al-Sayed al-Hashimi[8] : colonel de l'armée émiratie